# Hanna Amon
Hanna Amon ist ein deutscher Spielfilm von Veit Harlan in Agfacolor. Hanna Amon, die von Kristina Söderbaum verkörpert wird, bewahrt ihren Bruder Thomas (Lutz Moik), den sie über alles liebt, vor einem Mord an Vera Colombani (Ilse Steppat), der Frau, der er verfallen ist, indem sie diese tötet. Die literarische Vorlage für den Film beruht auf einer Idee von Richard Billinger.

## Handlung
Hanna Amon und ihr Bruder Thomas leben auf dem Gutshof ihrer verstorbenen Eltern. Während Hanna vom ortsansässigen Veterinär Brunner und Thomas von der Tochter des Bürgermeisters insgeheim verehrt und begehrt werden, haben die Geschwister nur Augen füreinander. Thomas jedoch verfällt der deutlich älteren, verführerischen Vera Colombani, einer Schloßbesitzerin. Er folgt ihr (den Warnungen seiner Schwester trotzend) in den Süden, wo sie den Winter verbringt. Thomas wird in der Folge von der Colombani fallengelassen und kehrt reuig auf den heimatlichen Hof zurück. Als er dort erneut mit seiner ehemaligen Geliebten zusammentrifft, löst er eine Katastrophe aus, der die Colombani und schließlich auch Hanna zum Opfer fallen.

## Produktion
Die Dreharbeiten für Hanna Amon begannen am 16. August und dauerten bis zum 23. November 1951. Als Studio diente das Filmatelier Göttingen. Die Außenaufnahmen entstanden in Hohenaschau im Chiemgau, Possenhofen, St. Heinrich, Geitau bei Bayrischzell und an der Straße zum Sudelfeld. Die Gestaltung des Fahrturniers übernahm die Reitschule Murnau. Die Aufnahmen der Zugvögel stammen von dem Tierfilmer Eugen Schuhmacher.
Uraufführung war am 21. Dezember 1951 in Stuttgart im Universum, am 29. Januar 1954 kam der Film in West-Berlin in die Kinos. Ab Januar 1952 erfolgten anlässlich der Vorführungen Demonstrationen gegen Harlan ähnlich wie schon bei Unsterbliche Geliebte. Vor den Kinos kam es zu Protestaktionen maximal einiger hundert Personen, die häufig Gegenaktionen auslösten, in Freiburg im Breisgau eskalierten sie zu gewalttätigen Tumulten. In verschiedenen Städten ergingen örtliche Verbote.

## Versionen
Im Jahr 2003 strahlte der Heimatkanal des deutschen Pay-TV-Senders Premiere erstmals eine bis dahin unbekannte Alternativ-Version des Films aus. Diese unterscheidet sich von der Kinoversion durch einen anderen Schnitt, unterschiedliche Längen gleicher Szenen und durch die Verwendung von Alternativ-Takes für Szenen gleichen Inhalts. Ob es sich bei dieser neu aufgetauchten Version um eine Arbeitskopie oder einen Rohschnitt handelt, ist nicht bekannt. Denkbar ist auch, dass der Alternativ-Schnitt als Vorlage für die Exportversion diente. Die Kopie des Alternativ-Schnitts ist in einem besseren Erhaltungszustand als die Kinoversion und war folglich wahrscheinlich nicht im deutschen Verleih distribuiert.

### Vergleich Kinoversion/Alternativ-Version
In der Kinoversion sind sowohl die Konfrontation zwischen Hanna und der Colombani, als auch die Traumsequenz Hannas deutlich kürzer angelegt. Andererseits enthält der Film eine kurze Sequenz, in der Rosl dem im Regen davonfahrenden Thomas nachschaut, die in der neu aufgetauchten Fassung des Films nicht enthalten ist. Weitere Unterschiede finden sich im Einsatz der Musik und im Schnittrhythmus. Ferner beginnt die Alternativ-Fassung mit einer Ouvertüre aus schwarzem Bild und Musik, wogegen die Kinoversion direkt mit dem Vorspann einsetzt. Ein direkter Vergleich inhaltlich gleicher Szenen der beiden Fassungen zeigt zudem, dass die bis 2003 unbekannte Version des Films zu großen Teilen aus Alternativ-Takes der gleichen Einstellungen besteht. Die Kinofassung entstand unter der Verwendung schauspielerisch extremer Takes, sodass die Gesamtanmutung eine durchgehend „schrillere“ ist. Es ist möglich, dass die Alternativ-Fassung als Basis für den Kinoeinsatz im Ausland erstellt wurde. Dies würde die unmotiviert lange Einstiegs-Sequenz schwarzer Bilder erklären, in die man nach Bedarf erklärende fremdsprachige Titel hätte setzen können.

## Kritik
- metamovie: „Äußerlich ein Heimatfilm, ist [Hanna Amon] trotz Agfacolor ein film noir reinsten Wassers.“
- Filmdienst: „Eine pathetische Beschwörung reiner Geschwisterliebe, voller triefender Sentimentalität und deplazierter christlicher Symbolik.“[3]
- Filmmuseum Potsdam:  „Der Film ist die Flucht seines geächteten Regisseurs in den Wahnsinn. Nicht 'Jud Süß', nicht 'Kolberg' sollen sein Vermächtnis sein, sondern 'Hanna Amon', ein Film, so grotesk, verstiegen, überinszeniert und symbolbeladen, geschmacklos und absolut faszinierend wie kein zweiter von Harlan. Und die gesamte Familie muss mit auf den Horrortrip: Ehefrau Kristina Söderbaum, beider Sohn Caspar und Harlans Tochter Susanne aus dessen erster Ehe mit Hilde Körber.“[4]

## Nachweise
1. ↑  CineGraph – Lexikon zum deutschsprachigen Film – Veit Harlan
2. ↑  Jürgen Kniep: „Keine Jugendfreigabe!“ Filmzensur in Westdeutschland 1949 – 1990, Wallstein Verlag, Göttingen 2010, S. 60
3. ↑  Hanna Amon (Memento vom 4. März 2016 im Internet Archive) bei kabeleins.de
4. ↑  Hanna Amon. Abgerufen am 29. März 2020.